# Джон Вілкс
Джон Вілкс (англ. John Wilkes; 17 жовтня 1725 — 26 грудня 1797) — політичний діяч Великої Британії, журналіст, публіцист, лорд-мер Лондона.

## Життєпис

### Молоді роки
Походив із родини торгівців Вілксів із Лондона. Другий син Ізраеля Вілкса, винокура, та Сари Хетон. Народився 1725 року в лондонському районі Клеркенвел. Виховувався матір'ю в пресвітеріанському дусі, але надалі залишався вірним англіканству.
Початкову освіту здобув у Хетфордському спеціальному пансіоні. Потім він займався з особистими вчителями, після чого вступив до Лейденського університету. Там він зустрів Ендрю Бакстера, пресвітеріанського священика, який справив великий вплив на погляди Вілкса на релігію. Під час якобінського повстання 1745 року він повернувся до Лондона, щоб там приєднатися до товариства роялістів, які підтримували британського монарха, і приготувався захищати столицю. Після поразки постання того ж року повернувся до університету для завершення навчання.
У 1747 році він одружився з донькою друга родини, яка була старшою за Вілкса на 10 років. При цьому отримав як посаг багатий маєток Ейлебері в Бекінгемпширі. У 1749 році стає членом Королівського товариства.

### Політична кар'єра
Затоваришував з Томасом Поттером, сином нещодавно померлого архієпископа Кентерберійського Джона Поттера. Останній познайомив Вілкса з графом Річардом Гренвіллом-Темплом, який був родичем Вільяма Пітта, статс-секретаря в уряді. Завдяки підтримці Темпла і Пітта у 1754 році Вілкса призначають верховним шерифом Бекінгемширу. У тому ж році від балотувався від міста Бервік-на-Твіді до парламенту, але програв вибори. У 1756 році розлучився. 1757 року стає членом парламенту від Ейлсбері, витративши 7 тис. фунтів стерлінгів, які взяв в борг. Обирається членом лицарського товариства святого Франсциска Вікомбського, відомого як «Клуб пекельного полум'я». Підтримував Вільяма Пітта Старшого, насамперед його дії під час Семирічної війни.
1761 року обирається вдруге, призначається також головою міліції міста Ейлсбері. Став клопотати про своє призначення послом до Османської імперії або губернатором Квебеку, який нещодавно було приєднано до Великої Британії. У 1762 році, коли уряд очолив Джон Стюарт, 3-й граф Б'ют, Джон Вілкс втратив підтримку Темпла і Пітта, які пішли у відставку. Невдовзі Вілкс за підтримки графа Темпла разом з поетом Чарльзом Черчиллем став випускати щотижневик «Північний британець», в якому критикував дії голови уряду. В тому ж році в селі Беґшот між Джоном Вілксом і Вільгельмом Талботом відбулася дуель, причиною якої стала сатирична стаття у випуску № 12 газети «Північний британець», де Талбот побачив образу на свою адресу. Жоден не поцілив у суперника. Зрештою вони замирилися.
Поступово його газета перетворюється в головний друкований орган вігської опозиції. У 1763 році пішов у відставку граф Б'ют. У тому ж році за статтю, що торкалася тронної промови короля Георга III Джон Вілкс був звинувачений у наклепі і запроторений до в'язниці. Але незабаром звільнений, оскільки член парламенту не міг бути заарештований за звинуваченням у наклепі. Втім невдовзі члени правлячої партії торі скористалися пародією Вілкса на поему Олександра Поупа «Есе про жінку» для звинувачення того у вульгарності та непристойності. Спочатку було прийнято рішення про знищення тиражу «Північного британця», а 20 січня 1764 року Вілкса було виключено з членів парламенту і оголошено поза законом. Він утік до Франції, з якої після двох невдалих спроб 1765 і 1766 років повернувся в 1768 році і був обраний до парламенту від Міддлсексу. 1768 року він знову опиняється у в'язниці після перегляду його справи 1764 року (змінено зі страти на штраф у 100 фунтів і 22-місячне ув'язнення). Протести проти його арешту привели в цей же день до «різанини на полі святого Георга», під час якої військами був застрелено 7 протестуючих.
У 1769 році обирається олдерменом лондонського району Фаррінгтон. 3 лютого того ж року за постійні антиурядові виступи його знову позбавляють членства в парламенті. 16 лютого Вілкса знову обирають членом парламенту, але його вкотре виключають. 16 березня на нових виборах Вілкс був знову обраний від Мідлсекса, але його знову виключили. 13 квітня на нових виборах Вілкс знову перемагає, але парламент оголошує переможцем Генріха Латтрела, який набрав найменше голосів, але був прихильником уряду. У відповідь протягом літа і осені 1769 року в багатьох графствах, містах і містечках Англії були прийняті петиції, що містили вимоги перегляду парламентських рішень, відновлення прав виборців та захисту англійських свобод від замахів з боку адміністрації. Керівництво і організацію цієї кампанії взяли на себе члени Товариства захисників білля про права, утвореного в Лондоні в лютому 1769 року. Завдяки їхнім зусиллям кампанія набула характеру політичної акції, в ході якої була вироблена програма, що виявила появу у Великій Британії нової політичної сили — радикального руху. Головною вимогою радикалів стала парламентська реформа, під якою вони розуміли скорочення терміну парламентських повноважень, зміцнення незалежності палати громад від виконавчої влади, модернізацію виборчої системи і розширення виборчого характеру.
Звільнений у березні 1770 року Вілкс активно брав участь в кампанії за свободу друку. У 1771 році, коли в парламенті було висунуто кілька обмежень для низки лондонських газет, він виступав з рішучим протестом. Того ж року обирається шерифом Лондона. У 1774 році обирається лордом-мером Лондона. Водночас обирається членом парламенту. Співчутливо ставився до американської війни за незалежність 1775—1783 років. 1776 року представив перший законопроєкт про реформи. 1779 року обирається скарбничим лондонського магістрату.

### Останні роки
У 1780 році очолив придушення заколоту лорда Гордона, врятувавши від захоплення банк Англії. Після цього його популярність стала слабшати. У 1784 році Вілкс повернувся до Міддлсексу, щоб взяти участь у виборах, отримав дуже невелику підтримку і був змушений відкликати свою кандидатуру. 1789 року негативно сприйняв революцію у Франції.
З 1790 року припинив політичну діяльність Помер 1797 року в Лондоні від маразму.

## Родина
Дружина — Марія Мід
Діти:
- Марія